# Eddie Deezen
Edward Harold "Eddie" Deezen (født 6. marts 1957) er en amerikansk skuespiller og komiker. Han er nok mest kendt for sin rolle som nørden Eugene i musicalfilmen Grease fra 1978.